# إف سي قولد برايد
إف سي قولد برايد (بالإنجليزية: FC Gold Pride)‏ هو نادي كرة قدم أمريكي تأسس في 2008 ، يقع مقره الرئيسي في سانتا كلارا، كاليفورنيا، ويديريه Brian NeSmith ‏، ويلعب في الرابطة المحترفة لكرة القدم للنساء.

## وصلات خارجية
- الموقع الرسمي